# Mersey Beat (časopis)
Mersey Beat je bio britanski glazbeni časopis iz Liverpoola, iz ranih 1960-ih. Osnivač časopisa bio je Bill Harry, školski prijatelj Johna Lennona iz liverpoolskog Art Collegea. Ovaj glazbeni časopis se uglavnom bavio liverpoolskom glazbenom scenom, brojnim beat sastavima iz grada na rijeci Mersey. Na svoj način i on je pridonio popularnosti specifičnog glazbenog izričaja ranog britanskog rock and roll - Mersey Beata.
Sastav The Beatles su bili dakako usko povezani s časopisom Mersey Beat, koji je stalno objavljivao članke o njima. Lennon je osobno pisao u časopisu, između ostalog i ranu povijest sastava Beatles. Časopis je donosio i brojne šaljive reklamne oglase koje je osobno izradio Lennon za Beatlese, - često samo zato da se ispuni stranica.
Veliki podupiratelj ovog glazbenog časopisa bio je i Brian Epstein, pozniji menadžer Beatlesa, koji je pisao redovnu kolumnu u časopisu, - uglavnom o novim pločama koje se mogu dobaviti u trgovini njegova poduzeća (NEMS Enterprises).

## Vanjske poveznice
- Mersey Beat Službene stranice časopisa
- Merseybeat Aberdeen - stanice obožavatelja 60-tih  Arhivirana inačica izvorne stranice od 8. listopada 2007. (Wayback Machine)